# Herborn (Hessen)
Herborn is een plaats in de Duitse deelstaat Hessen, gelegen in de Lahn-Dill-Kreis. De stad telt 20.473 inwoners.
Herborn is een oude, pittoreske stad met veel vakwerkhuizen. De stad ligt aan de rivier Dill die naar het zuidoosten stroomt en bij Wetzlar in de Lahn uitmondt.

## Geografie
Herborn heeft een oppervlakte van 63,82 km² en ligt in het centrum van Duitsland, iets ten westen van het geografisch middelpunt.
De stad grenst in het noorden aan Dillenburg (Nassaustad), in het noordoosten aan de gemeente Siegbach, in het oosten aan de gemeente Mittenaar, in het zuidoosten aan de gemeente Sinn, in het zuiden aan de gemeente Greifenstein en in het westen aan de gemeenten Driedorf en Breitscheid.

## Stadsdelen
- Amdorf
- Burg
- Guntersdorf
- Hirschberg
- Hörbach
- Merkenbach
- Seelbach
- Schönbach
- Uckersdorf

## Geschiedenis
Herborn werd in 1048 voor het eerst bij geschrifte vermeld en kreeg in 1251 op aansporing van de graaf van Nassau stadsrechten toegekend.
In 1584 werd de Hohe Schule gesticht door van Jan VI van Nassau-Dillenburg (de jongere broer van Willem van Oranje).
Vanaf 1602 werd door Johannes Piscator de eerste Bijbelvertaling van de hervormden gepubliceerd. Deze vertaling had een grote invloed op het christelijke leven in de hervormde gemeenten in Duitsland, Nederland, Zwitserland en de Verenigde Staten.
In 1626 vernietigde een brand 214 huizen. Korte tijd later vonden in Herborn en in de omgeving meerdere heksenprocessen plaats.
Aan het einde van de Dertigjarige Oorlog verzorgde de stad rond 50 Zweedse militairen. Hierdoor kreeg Herborn de reputatie van 'lazaretstad' die tot de Tweede Wereldoorlog bleef bestaan.
Als gevolg van het Congres van Wenen kwam de stad in het grensgebied van Pruisen terecht. In 1836 sloot het hertogdom Nassau zich aan bij de Zollverein van Pruisen om zijn eigen economie te ontlasten. Na de oorlog tussen Oostenrijk en Pruisen in 1866 werd het hertogdom Nassau samen met het keurvorstendom Hessen door Pruisen geannexeerd en was toen een koninklijk-pruisische provincie.
Tijdens de Tweede Wereldoorlog bleef een grote deel van de stad in een goede staat. In 1942 werd echter de Joodse gemeente volledig vermoord en vele patiënten uit de psychiatrische werden klinieken gedeporteerd en/of vermoord.
Op 7 juli 1987 schoot vanaf een naburige helling een tankauto met 36.000 liter benzine door de remmen en reed met volle snelheid het plaatsje binnen, kantelde bij een aantal eethuisjes, waarna de wagen explodeerde. Met als gevolg 6 doden en 38 gewonden.

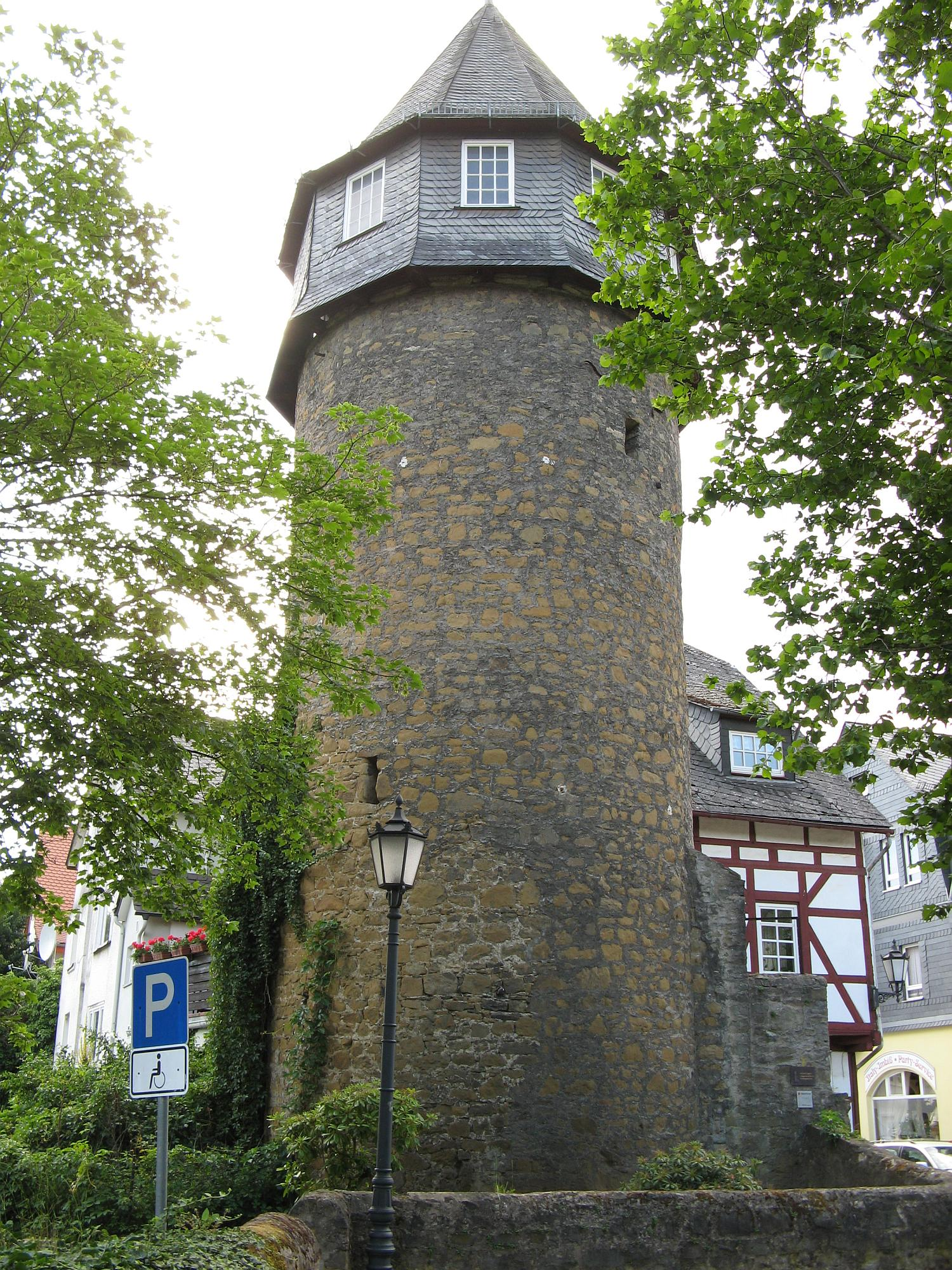
Hexenturm

## Verkeer
In de plaats ligt spoorwegstation Herborn (Dillkreis).
Aßlar · Bischoffen · Braunfels · Breitscheid · Dietzhölztal · Dillenburg · Driedorf · Ehringshausen · Eschenburg · Greifenstein · Haiger · Herborn · Hohenahr · Hüttenberg · Lahnau · Leun · Mittenaar · Schöffengrund · Siegbach · Sinn · Solms · Waldsolms · Wetzlar